# 노에미 슈미트
노에미 슈미트(독일어: Noémie Schmidt, 1990년 11월 18일 ~ )는 스위스의 배우이다.

## 출연 작품
- 페니 핀처 - 로라 역